# Owen Wijndal
Owen Wijndal (Zaandam, Países Bajos, 28 de noviembre de 1999) es un futbolista neerlandés. Juega como defensa y su equipo es el Ajax de Ámsterdam de la Eredivisie. También juega para la selección nacional de los Países Bajos.

## Trayectoria
Formado desde 2010 en las categorías inferiores del AZ Alkmaar, debutó con el primer equipo el 4 de febrero de 2017, siendo el más joven en la historia del club con 17 años y 68 días. Jugó 142 partidos en cinco años. Comenzó a jugar como titular habitual durante la temporada 2019-20 y llegó a ser capitán del equipo en la temporada 2021-22.
El 12 de julio de 2022, se unió al club de la Eredivisie Ajax de Ámsterdam  procedente del AZ con un contrato de cinco años por 10 millones de euros. Hizo su debut el 30 de julio, siendo titular en la Johan Cruyff Shield contra el PSV. Wijndal hizo dos asistencias y fue reemplazado por Calvin Bassey en el minuto 62. Ajax terminó perdiendo por 5-3. Disputó 32 encuentros antes de ser cedido en septiembre de 2023 al Royal Antwerp F. C.
El 5 de septiembre de 2023, el Ajax cedió a Wijndal por una temporada al actual campeón de la Pro League belga, el Royal Antwerp F. C.

## Trayectoria internacional
Nacido en los Países Bajos, de madre surinamesa y padre holandés, Wijndal es elegible tanto para la selección de Surinam como para la de Holanda.  Ha representado a los Países Bajos en todas las categorías de edad, desde la sub-15 hasta la sub-21.Entre 2015 y 2016, disputó 12 partidos con la selección sub-17, y participó en el Campeonato de Europa Sub-17 de la UEFA 2016 en Azerbaiyán donde disputó cinco partidos. La selección holandesa alcanzó las semifinales, donde se quedó a las puertas de enfrentarse a la  selección de Portugal.
Wijndal fue titular habitual de la selección holandesa sub-19 entre 2016 y 2018, con la que disputó 16 partidos. En el mismo periodo, también apareció para la selección sub-20 de los Países Bajos.  El 31 de mayo de 2019, Wijndal debutó con la selección holandesa sub-21 en un amistoso contra la selección de México en Doetinchem que acabó con victoria holandesa por 5-1. 
Wijndal fue convocado con la selección absoluta de Holanda para los partidos de la UEFA Nations League contra la Polonia y la Italia en septiembre de 2020.
El 7 de octubre de 2020 debutó con la selección absoluta en un amistoso ante México que perdieron por 0-1.

### Participaciones en Eurocopas
| Eurocopa      | Sede   | Resultado        | Partidos | Goles |
| ------------- | ------ | ---------------- | -------- | ----- |
| Eurocopa 2020 | Europa | Octavos de final | 2        | 0     |

## Estadísticas

### Clubes
Actualizado al último partido disputado el 29 de febrero de 2024.
| Club                             | Div.          | Temporada     | Liga  | Liga  | Liga   | Copas nacionales | Copas nacionales | Copas nacionales | Copas internacionales | Copas internacionales | Copas internacionales | Total | Total | Total  |
| Club                             | Div.          | Temporada     | Part. | Goles | Asist. | Part.            | Goles            | Asist.           | Part.                 | Goles                 | Asist.                | Part. | Goles | Asist. |
| -------------------------------- | ------------- | ------------- | ----- | ----- | ------ | ---------------- | ---------------- | ---------------- | --------------------- | --------------------- | --------------------- | ----- | ----- | ------ |
| Jong AZ · Países Bajos           | 3.ª           | 2016-17       | 24    | 0     | 0      | —                | —                | —                | —                     | —                     | —                     | 24    | 0     | 0      |
| Jong AZ · Países Bajos           | 2.ª           | 2017-18       | 16    | 2     | 0      | —                | —                | —                | —                     | —                     | —                     | 16    | 2     | 0      |
| Jong AZ · Países Bajos           | 2.ª           | 2018-19       | 19    | 0     | 3      | —                | —                | —                | —                     | —                     | —                     | 19    | 0     | 3      |
| Jong AZ · Países Bajos           | Total club    | Total club    | 59    | 2     | 3      | 0                | 0                | 0                | 0                     | 0                     | 0                     | 59    | 2     | 3      |
| AZ Alkmaar · Países Bajos        | 1.ª           | 2016-17       | 1     | 0     | 0      | —                | —                | —                | —                     | —                     | —                     | 1     | 0     | 0      |
| AZ Alkmaar · Países Bajos        | 1.ª           | 2017-18       | 7     | 0     | 0      | 0                | 0                | 0                | —                     | —                     | —                     | 7     | 0     | 0      |
| AZ Alkmaar · Países Bajos        | 1.ª           | 2018-19       | 8     | 0     | 0      | 2                | 0                | 1                | 0                     | 0                     | 0                     | 10    | 0     | 1      |
| AZ Alkmaar · Países Bajos        | 1.ª           | 2019-20       | 24    | 1     | 6      | 1                | 0                | 0                | 14                    | 0                     | 0                     | 39    | 1     | 6      |
| AZ Alkmaar · Países Bajos        | 1.ª           | 2020-21       | 34    | 1     | 6      | 1                | 0                | 0                | 8                     | 1                     | 0                     | 43    | 2     | 6      |
| AZ Alkmaar · Países Bajos        | 1.ª           | 2021-22       | 31    | 1     | 10     | 4                | 0                | 1                | 8                     | 0                     | 2                     | 43    | 1     | 13     |
| AZ Alkmaar · Países Bajos        | Total club    | Total club    | 105   | 3     | 22     | 8                | 0                | 2                | 30                    | 1                     | 2                     | 143   | 4     | 26     |
| Ajax de Ámsterdam · Países Bajos | 1.ª           | 2022-23       | 20    | 0     | 2      | 5                | 0                | 2                | 3                     | 0                     | 1                     | 28    | 0     | 5      |
| Ajax de Ámsterdam · Países Bajos | 1.ª           | 2023-24       | 2     | 0     | 0      | 0                | 0                | 0                | 2                     | 0                     | 0                     | 4     | 0     | 0      |
| Ajax de Ámsterdam · Países Bajos | Total club    | Total club    | 22    | 0     | 2      | 5                | 0                | 2                | 5                     | 0                     | 1                     | 32    | 0     | 5      |
| Royal Antwerp F. C. · Bélgica    | 1.ª           | 2023-24       | 17    | 1     | 0      | 4                | 0                | 0                | 6                     | 0                     | 0                     | 27    | 1     | 0      |
| Royal Antwerp F. C. · Bélgica    | Total club    | Total club    | 17    | 1     | 0      | 4                | 0                | 0                | 6                     | 0                     | 0                     | 27    | 1     | 0      |
| Total carrera                    | Total carrera | Total carrera | 203   | 6     | 27     | 17               | 0                | 4                | 41                    | 1                     | 3                     | 261   | 7     | 34     |